# Sulisławice (gromada w powiecie miechowskim)
Sulisławice (od 29 II 1956 Wierzchowisko) – dawna gromada (najmniejsza jednostka podziału terytorialnego Polskiej Rzeczypospolitej Ludowej w latach 1954–72) z siedzibą GRN w Sulisławicach.
Gromady, w których gromadzkie rady narodowe (GRN) były organami władzy najniższego stopnia na wsi, funkcjonowały od reformy reorganizującej administrację wiejską przeprowadzonej jesienią 1954 do momentu ich zniesienia z dniem 1 stycznia 1973, tym samym wypierając organizację gminną w latach 1954–1972.
Gromadę Sulisławice z siedzibą GRN w Sulisławicach utworzono w powiecie miechowskim w woj. krakowskim, na mocy uchwały nr 24/IV/54 WRN w Krakowie z dnia 6 października 1954 (ogółem gromad na obszarze Polski zostało utworzonych 8759). W skład jednostki weszły obszary dotychczasowych gromad Brzozówka, Lgota Wielka, Sulisławice, Podlesice II i Wierzchowisko ze zniesionej gminy Szreniawa w tymże powiecie. Dla gromady ustalono 25 członków gromadzkiej rady narodowej.
Gromadę Sulisławice zniesiono 29 lutego 1956 w związku z przeniesieniem siedziby GRN z Sulisławic do Wierzchowiska i przemianowaniem jednostki na gromada Wierzchowisko.